# Torroella de Fluvià
Torroella de Fluvià település Spanyolországban, Girona tartományban. Torroella de Fluvià Sant Pere Pescador, Ventalló, Sant Miquel de Fluvià, Palau de Santa Eulàlia, Siurana, Riumors és Vilamacolum községekkel határos. Lakosainak száma 772 fő (2024).

## Népesség
A település népessége az elmúlt években az alábbi módon változott:
| Lakosok száma | 177  | 500  | 504  | 443  | 282  | 418  | 678  | 704  | 694  | 772  |
|               | 1717 | 1887 | 1936 | 1960 | 1986 | 2004 | 2009 | 2014 | 2019 | 2024 |